# Alberto Bottari de Castello
Alberto Bottari de Castello (ur. 5 lipca 1942 w Montebelluna, zm. 13 lipca 2025 w Treviso) – włoski duchowny katolicki, arcybiskup, nuncjusz apostolski.

## Życiorys
11 września 1966 otrzymał święcenia kapłańskie i został inkardynowany do diecezji Treviso. W 1969 rozpoczął przygotowanie do służby dyplomatycznej na Papieskiej Akademii Kościelnej.
18 grudnia 1999 został mianowany przez Jana Pawła II nuncjuszem apostolskim w Gambii, Gwinei, Liberii i Sierra Leone oraz arcybiskupem tytularnym Foratiana. Sakry biskupiej 6 stycznia 2000 udzielił mu papież Jan Paweł II.
1 kwietnia 2005 został przeniesiony do nuncjatury w Japonii. 6 czerwca 2011 papież Benedykt XVI wyznaczył go nuncjuszem apostolskim na Węgrzech. W grudniu 2017 zakończył misję i przeszedł na emeryturę.